# Podbranč
Podbranč (en allemand : Unterbrantsch ; en hongrois : Berencsváralja ) est un village de Slovaquie situé dans la région de Trnava.

## Histoire
La première mention écrite du village date de 1297.

## Démographie

### Évolution de la population
| Année:               | 1994. | 2004.    | 2014.   | 2024. |
| -------------------- | ----- | -------- | ------- | ----- |
| Nombre de personnes: | 745   | 645      | 600     | 606   |
| Différence:          |       | -13,42 % | -6,97 % | +1 %  |

| Année:               | 2023. | 2024.   |
| -------------------- | ----- | ------- |
| Nombre de personnes: | 613   | 606     |
| Différence:          |       | -1,14 % |